# Cissus adnata
Cissus adnata är en vinväxtart som beskrevs av William Roxburgh. Cissus adnata ingår i släktet Cissus och familjen vinväxter. Inga underarter finns listade i Catalogue of Life.